# Cyrano (pel·lícula de 2021)
Cyrano és una pel·lícula romàntica musical del 2021 dirigida per Joe Wright i amb guió d'Erica Schmidt, el qual està basat en el musical de 2018 del mateix nom. És protagonitzada per Peter Dinklage, Haley Bennett, Kelvin Harrison Jr. i Ben Mendelsohn.
Cyrano es va estrenar el 2 de setembre de 2021 al 48è Festival de Cinema de Telluride. El 25 de febrer de 2022 va ser estrenada als Estats Units i al Regne Unit. La pel·lícula va rebre bones crítiques i ha sigut nominada a diversos premis, entre ells el de Millor pel·lícula musical o còmica i el de Millor actor musical o còmic per a Dinklage a la 79ena edició del Premis Globus d'Or. Pels 75ens Premis BAFTA ha rebut quatre nominacions. També ha rebut una nominació a la 94ena edició dels Premis Oscar en la categoria de Millor vestuari.

## Argument
La Roxanne, una orfe, va al teatre amb el Duc De Guiche, qui està enamorat d'ella i vol casar-s'hi. Mentre s'assenta, la Roxanne es veu amb Christian de Neuvillette i s'enamoren perdudament l'un de l'altre. Quan l'obra comença, l'amic de l'infancia de la Roxanne, Cyrano de Bergerac s'oposa a l'actor protagonista i el persegueix per l'escenari, després fa un duel contra un home que li diu "friki" per la seva condició de nanisme.
La Roxanne es troba privadament amb en Cyrano qui no s'adona que ell està enamorat d'ella. Ella li explica que s'ha enamorat d'en Christian i li demana que planifiqui una trobada amb ell. Tot i que això el deixa amb el cor trencat, en Cyrano es troba amb en Christian i descobreix que és incapaç d'expressar els seus sentiments. Per no desil·lusionar a la Roxanne, en Cyrano escriu cartes expressant els seus sentiments per ella, les quals són entregades per en Christian.
Quan en Christian i la Roxanne es troben, ell no és capaç d'igualar les paraules d'en Cyrano, cosa que va fer que ella s'enamorés d'en Christian i ell, sense voler, l'insulta. La Roxanne li diu que necessita més que un "cliche" i marxa. En Cyrano, més tard, ajuda a en Christian a solucionar el problema, ell s'amaga i va dient a en Christian què dir a la Roxanne. Ella el perdona. Una carta de De Guiche arriba i aquesta diu que està venint per casar-se o tenir relacions amb ella. La Roxanne i en Christian es casen ràpidament i, De Guiche, enfadat per això, fa que en Christian i en Cyrano siguin enviats a un front llunyà.
A la guerra, en Cyrano, cada dia envia una carta d'en Christian a la Roxanne i posa en perill per mantenir en Chirstian viu. De Guiche envia a la seva unitat a una missió suidcida i en Cyrano revela que ha ha escrit una carta final a la Roxanne. En Christian veu que la carta està tacada amb llàgrimes i s'adona que en Cyrano està enamorat de la Roxanne i que qui realment estima la Roxanne és a en Cyrano. En Christian és mort durant la guerra.
Tres anys més tard, en Cyrano està malalt a causa de les ferides de guerra que mai es van curar del tot. La Roxanne continua sent la seva amiga. Quan sent que està a punt de morir, en Cyrano es troba amb la Roxanne i li demana l'última carta d'en Christian. Ell li recita de memòria, reveleant que totes les cartes d'en Christian estaven escrites per ell i declara el seu amor per ella just abans de morir.

## Repartiment
- Peter Dinklage com a Cyrano de Bergerac
- Haley Bennett com a Roxanne
- Kelvin Harrison Jr. com a Christian de Neuvillette
- Ben Mendelsohn com a De Guiche
- Bashir Salahuddin com a Le Bret[1]
- Monica Dolan com a Marie; ajudant de la Roxanne[2]
- Joshua James com a Valvert[2]
- Ray Strachan com a La Rae[3]
- Glen Hansard, Sam Amidon i Scott Folan apareixen cantant com tres guàrdies, acreditats respectivament com a Guàrdia #1, Guàrdia #2 i Guàrdia #3.[4]

## Producció
A l'agost de 2020 va ser anunciat que Metro-Goldwyn-Mayer havia comprat els drets de la pel·lícula, la qual estava escrita per Erica Schmidt i basada en els seu musical Cyrano. La pel·lícula va ser produïda per Working Title Films i estava previst que Joe Wright en fos el director. També a l'agost, es va anunciar que Peter Dinklage i haley Bennett reprendrien els seus papers respectius en el musical. Es va confirmar que Ben Mendelsohn i Brian Tyree Henry apareixerien a la pel·lícula. Kelvin Harrison Jr. es va unir al repartiment el setembre de 2020. Henry va deixar la pel·lícula i Bashir Salahuddin es va unir al repartiment per substituir-lo.
La música per a la pel·lícula va estar composta per la banda de música The National, aquesta mateixa banda també va escriure la música per el musical de 2018.
L'octubre de 2020, va començar el rodatge a Sicília (Noto, Siracusa i Scicli). Totes les veus per als números musicals van ser gravades en directe al set.

## Música

### Números musicals
- "Someone to Say" - Roxanne & Chorus
- "When I Was Born" - Cyrano and Chorus
- "Madly" - Cyrano
- "Your Name" - Cyrano
- "Someone to Say" (reprise) - Christian & Chorus
- "Every Letter" - Cyrano, Roxanne & Christian
- "I Need More" - Roxanne & Chorus
- "Overcome" - Cyrano & Roxanne
- "What I Deserve" - De Guiche
- "Close My Eyes" - Christian & Guards
- "Wherever I Fall" - Guards & Chorus
- "No Cyrano" - Cyrano & Roxanne
- "Somebody Desperate" (end credits) - The National

Fonts:

### Banda sonora
Totes les lletres escrites per Matt Berninger i Carin Besser, totes les cançons foren compostes per Aaron Dessner i Bryce Dessner.
| 1.            | «Intro»                       | Bryce Dessner Aaron Dessner London Contemporary Orchestra]                   | 0:37  |
| 2.            | «Opening»                     | B. Dessner A. Dessner Víkingur Ólafsson Orchestra                            | 1:58  |
| 3.            | «Someone to Say»              | Haley Bennett B. Dessner A. Dessner Ólafsson Orchestra                       | 4:21  |
| 4.            | «When I Was Born»             | Peter Dinklage B. Dessner A. Dessner Ólafsson Orchestra                      | 2:04  |
| 5.            | «Dying»                       | B. Dessner A. Dessner Orchestra                                              | 1:09  |
| 6.            | «Madly»                       | Dinklage B. Dessner A. Dessner Ólafsson Orchestra                            | 2:50  |
| 7.            | «Ten Men Fight»               | B. Dessner A. Dessner Orchestra                                              | 1:45  |
| 8.            | «Your Name»                   | Dinklage B. Dessner A. Dessner Ólafsson Orchestra                            | 3:12  |
| 9.            | «Garrison Arrival»            | B. Dessner A. Dessner Olafsson Orchestra                                     | 1:06  |
| 10.           | «Not A Toy»                   | B. Dessner A. Dessner Ólafsson                                               | 1:56  |
| 11.           | «Someone To Say (Reprise)»    | Dinklage Kelvin Harrison Jr. B. Dessner A. Dessner Ólafsson Orchestra        | 2:51  |
| 12.           | «Every Letter (Radio Edit)»   | Haley Bennett Dinklage Harrison Jr. B. Dessner A. Dessner Ólafsson Orchestra | 3:13  |
| 13.           | «I Love You»                  | B. Dessner A. Dessner Ólafsson Orchestra                                     | 3:23  |
| 14.           | «I Need More (Radio Edit)»    | Bennett B. Dessner A. Dessner Ólafsson Orchestra                             | 2:56  |
| 15.           | «Overcome»                    | Bennett Dinklage B. Dessner A. Dessner Orchestra                             | 4:26  |
| 16.           | «The Kiss»                    | B. Dessner A. Dessner Ólafsson Orchestra                                     | 1:37  |
| 17.           | «Marry Christian»             | B. Dessner A. Dessner Orchestra                                              | 2:46  |
| 18.           | «What I Deserve»              | Ben Mendelsohn B. Dessner A. Dessner Ólafsson Orchestra                      | 2:52  |
| 19.           | «Saying Goodbye»              | B. Dessner A. Dessner Ólafsson Orchestra                                     | 1:44  |
| 20.           | «Close My Eyes»               | Harrison Jr. Glen Hansard Sam Amidon B. Dessner A. Dessner Orchestra         | 4:03  |
| 21.           | «Wherever I Fall – Pt. 1»     | Hansard Amidon Scott Folan B. Dessner A. Dessner Ólafsson Orchestra          | 6:08  |
| 22.           | «Wherever I Fall – Pt. 2»     | B. Dessner A. Dessner Ólafsson Orchestra                                     | 6:01  |
| 23.           | «He Will Be Here»             | B. Dessner A. Dessner Ólafsson Orchestra                                     | 3:39  |
| 24.           | «Cyrano's Message»            | B. Dessner A. Dessner Ólafsson Orchestra                                     | 1:29  |
| 25.           | «No Cyrano»                   | Bennett Dinklage Harrison Jr. B. Dessner A. Dessner Ólafsson Orchestra       | 4:11  |
| 26.           | «Somebody Desperate»          | The Natinal                                                                  | 3:55  |
| 27.           | «Saying Goodbye (Piano Solo)» | B. Dessner A. Dessner Ólafsson                                               |       |
| Durada total: | Durada total:                 | Durada total:                                                                | 70:92 |

## Estrena
La pel·lícula va tenir l'estrena mundial el 2 de setembre de 2021 al Festival de Cinema de Telluride.
Cyrano va ser estrenada als teatres dels Estats Units i del Regne Unit el 25 de febrer de 2022. Tot i que en un principi estava previst que la pel·lícula s'estrenés el 25 de desembre als Estats Units durant un temps limitat, l'estrena va passar al 31 de desembre. El novembre de 2021, United Artists Releasing va fer un canvi de plans en l'estrena, ja que volia tenir més oportunitats per una nominació als Oscar: el 17 de desembre, abans de l'estrena planificada del 21 de gener de 2022, la pel·lícula va tenir una estrena exclusiva d'una setmana a Los Angeles, més tard, aquesta estrena exclusiva va ser allargada durant més setmanes. La data d'estrena als Estats Units va passar a ser una estrena limitada el dia 28 de gener i, dues setmanes més tard, l'11 de febrer, s'estrenaria. Aquesta última data va tornar a ser canviada al 25 de febrer, la mateixa que al Regne Unit. Al Regne Unit, estava previst que Cyrano s'estrenés el 14 de gener de 2022, però a causa de la pandèmia de COVID-19, Universal Pictures la va canviar.
La pel·lícula va ser publicada en streaming el 19 de març de 2022 i en Blu-ray i DVD ho serà el 19 d'abril de 2022 a mans de Universal Pictures Home Entertainment.

## Recepció

### Recaptació
A dia 11 de març de 2022, Cyrano a recaptat un total de 2.8 milions de dòlars a Canadà i els Estats Units i 1.6 milions en altres territoris, fent així un total de 4.5 milions de dòlars.
Als Estats Units, Cyrano va ser estrenada juntament amb Studio 666 i es va estimar que recaptaria entre 2 i 5 milions de dòlars entre el 797 cinemes on s'estrenava durant el primer cap de setmana. La pel·lícula la recaptar 1.4 milions durant el primer cap de setmana i va acabar en novè lloc de recaptació. Durant el seu segon cap de setmana a cinemes, va recaptar 678,783 dòlars, acabant el setè lloc.

### Crítica
Al lloc web Rotten Tomatoes, Cyrano té una aprovació del 85% i compta amb una nota de 7.2 sobre 10, basades en 220 ressenyes de crítics. A Metacritic té una puntuació de 66/100, basada en 45 opinions de crítics, això indica "generalment crítiques favorables".

### Premis i nominacions
| Data de la cerimònia | Premis                               | Categoria                             | Nominat(s)                                  | Resultat  | Ref.          |
| -------------------- | ------------------------------------ | ------------------------------------- | ------------------------------------------- | --------- | ------------- |
| 9 de gener de 2022   | Premis Globus d'Or                   | Millor pel·lícula musical o còmica    | Cyrano                                      | Nominada  | [ 25 ]        |
| 9 de gener de 2022   | Premis Globus d'Or                   | Millor actor - Musical o comèdia      | Peter Dinklage                              | Nominat   | [ 25 ]        |
| 28 de febrer de 2022 | Premis Hollywood Critics Association | Millor comèdia o musical              | Cyrano                                      | Nominada  | [ 26 ] [ 27 ] |
| 28 de febrer de 2022 | Premis Hollywood Critics Association | Millor actor                          | Peter Dinklage                              | Nominat   | [ 26 ] [ 27 ] |
| 28 de febrer de 2022 | Premis Hollywood Critics Association | Millor cançó original                 | "Every Letter"                              | Nominat   | [ 26 ] [ 27 ] |
| 13 de març de 2022   | Premis de la Crítica Cinematogràfica | Millor actor                          | Peter Dinklage                              | Nominat   | [ 28 ]        |
| 13 de març de 2022   | Premis BAFTA                         | Millor pel·lícula britànica           | Cyrano                                      | Nominada  | [ 29 ] [ 30 ] |
| 13 de març de 2022   | Premis BAFTA                         | Millor disseny de producció           | Sarah Greenwood & Katie Spencer             | Nominades | [ 29 ] [ 30 ] |
| 13 de març de 2022   | Premis BAFTA                         | Millor vestuari                       | Massimo Cantini Parrini                     | Nominat   | [ 29 ] [ 30 ] |
| 13 de març de 2022   | Premis BAFTA                         | Millor maquillatge i pentinats        | Alessandro Bertolazzi & Siân Miller         | Nominats  | [ 29 ] [ 30 ] |
| 27 de març de 2022   | Premis Oscar                         | Millor vestuari                       | Massimo Cantini Parrini & Jacqueline Durran | Nominats  | [ 31 ] [ 32 ] |
| 2 d'abril de 2022    | Premis Satellite                     | Millor pel·lícula – Musical o Comèdia | Cyrano                                      | Nominada  | [ 33 ]        |
| 2 d'abril de 2022    | Premis Satellite                     | Millor actor – Musical o Comèdia      | Peter Dinklage                              | Nominat   | [ 33 ]        |
| 2 d'abril de 2022    | Premis Satellite                     | Millor vestuari                       | Massimo Cantini Parrini                     | Guanyador | [ 33 ]        |